# Église de la Nativité-de-la-Sainte-Vierge de Celles-lès-Condé
L'église de la Nativité-de-la-Sainte-Vierge est une église située à Celles-lès-Condé, en France.

## Localisation
L'église est située sur la commune de Celles-lès-Condé, dans le département de l'Aisne.

## Historique
Le monument est inscrit au titre des monuments historiques en 1928.